# توم ميرفي (لاعب كرة قاعدة أمريكي)
توم ميرفي (بالإنجليزية: Tom Murphy) هو لاعب كرة قاعدة أمريكي، ولد في 30 ديسمبر 1945 في كليفلاند في الولايات المتحدة.

## وصلات خارجية
- توم ميرفي (لاعب كرة قاعدة أمريكي) على موقع دوري كرة القاعدة الرئيسي (الإنجليزية)
- توم ميرفي (لاعب كرة قاعدة أمريكي) على موقعبيزبول رفرنس.كوم (الدوري الرئيسي) (الإنجليزية)
- توم ميرفي (لاعب كرة قاعدة أمريكي) على موقعبيزبول رفرنس.كوم (الدوري الثانوي) (الإنجليزية)
- توم ميرفي (لاعب كرة قاعدة أمريكي) على موقع إي إس بي إن.كوم (أم.أل.بي) (الإنجليزية)
- توم ميرفي (لاعب كرة قاعدة أمريكي) على موقع مشجعي الرسوم البيانية (الإنجليزية)